# Hala Kopieniec

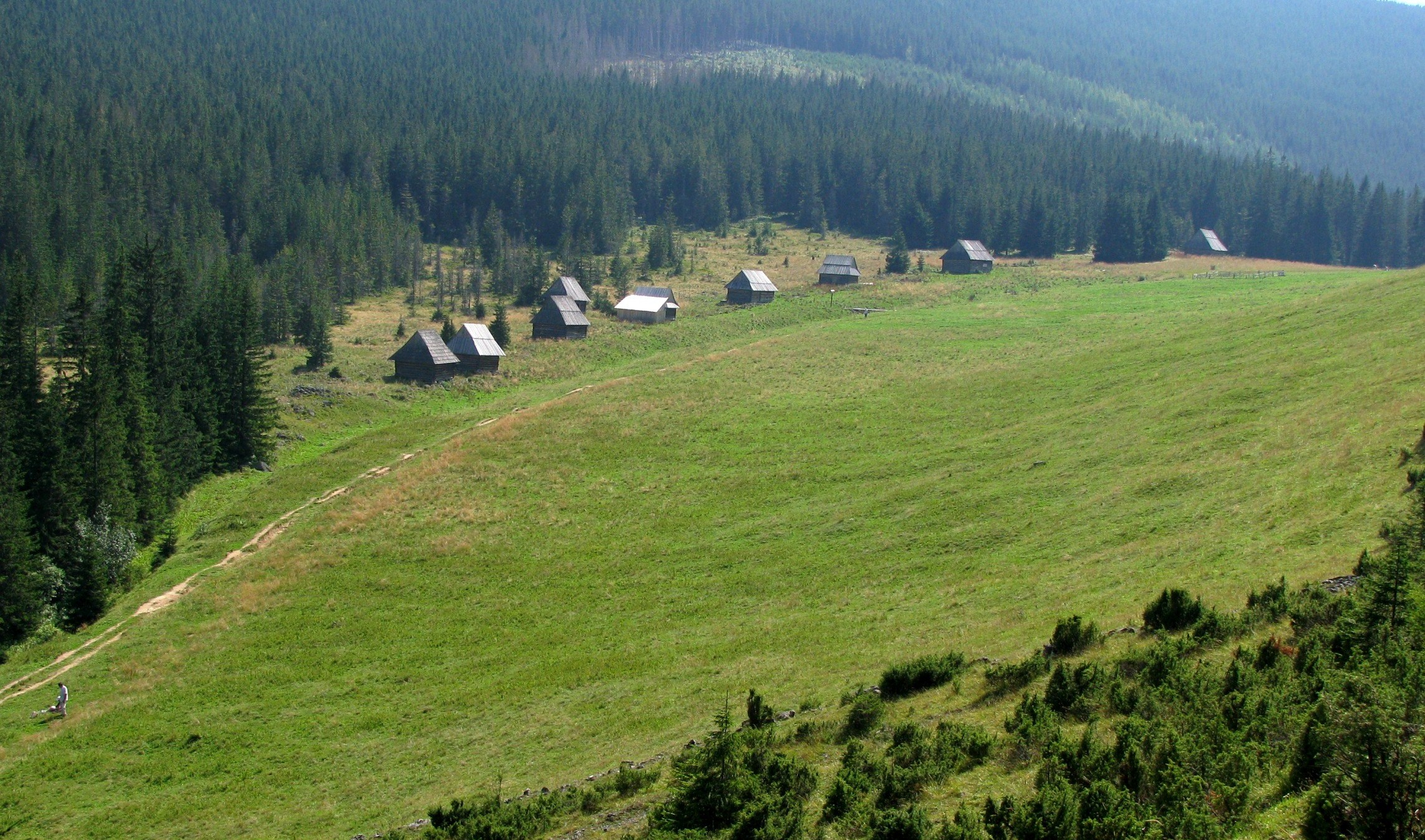
Polana pod Kopieńcem, widok od północnego zachodu

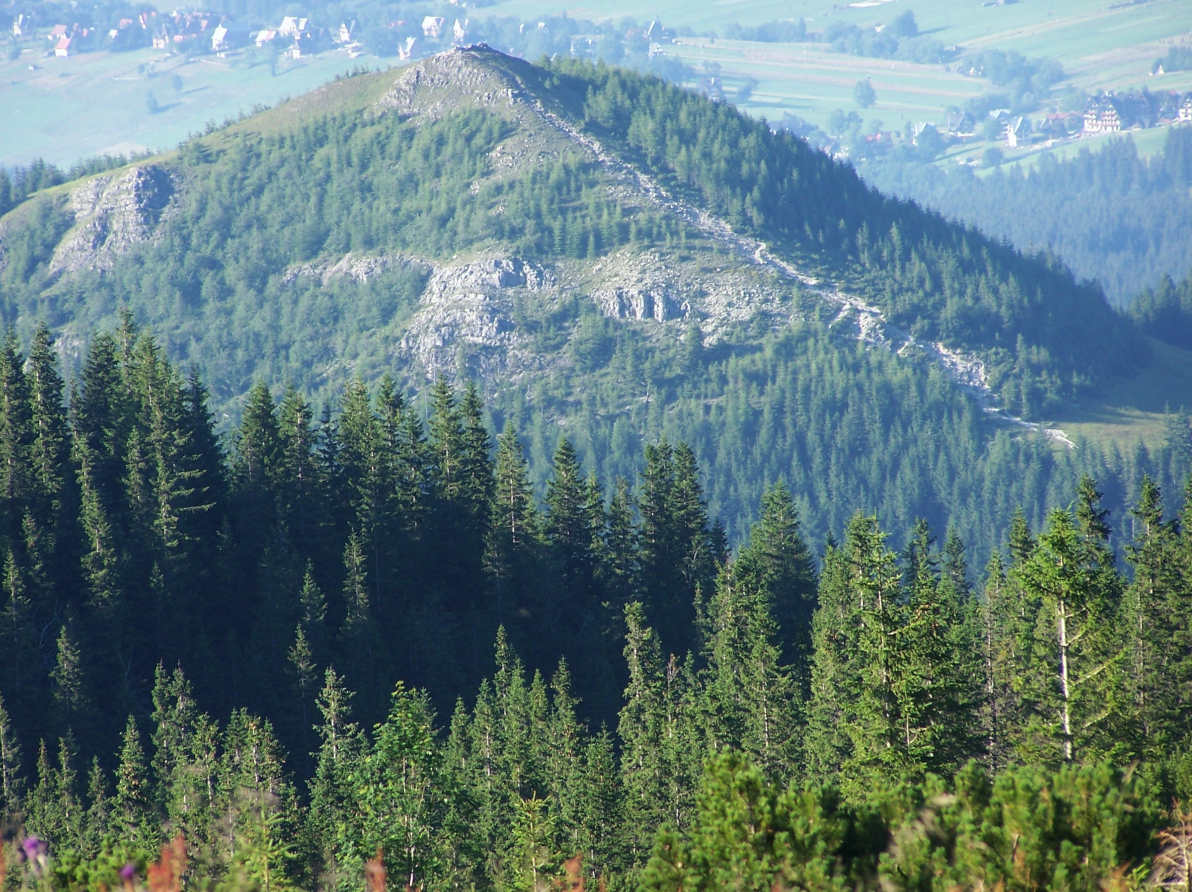
Całkowicie dawniej wylesione zbocza Kopieńca Wielkiego regenerują się po zniesieniu pasterstwa

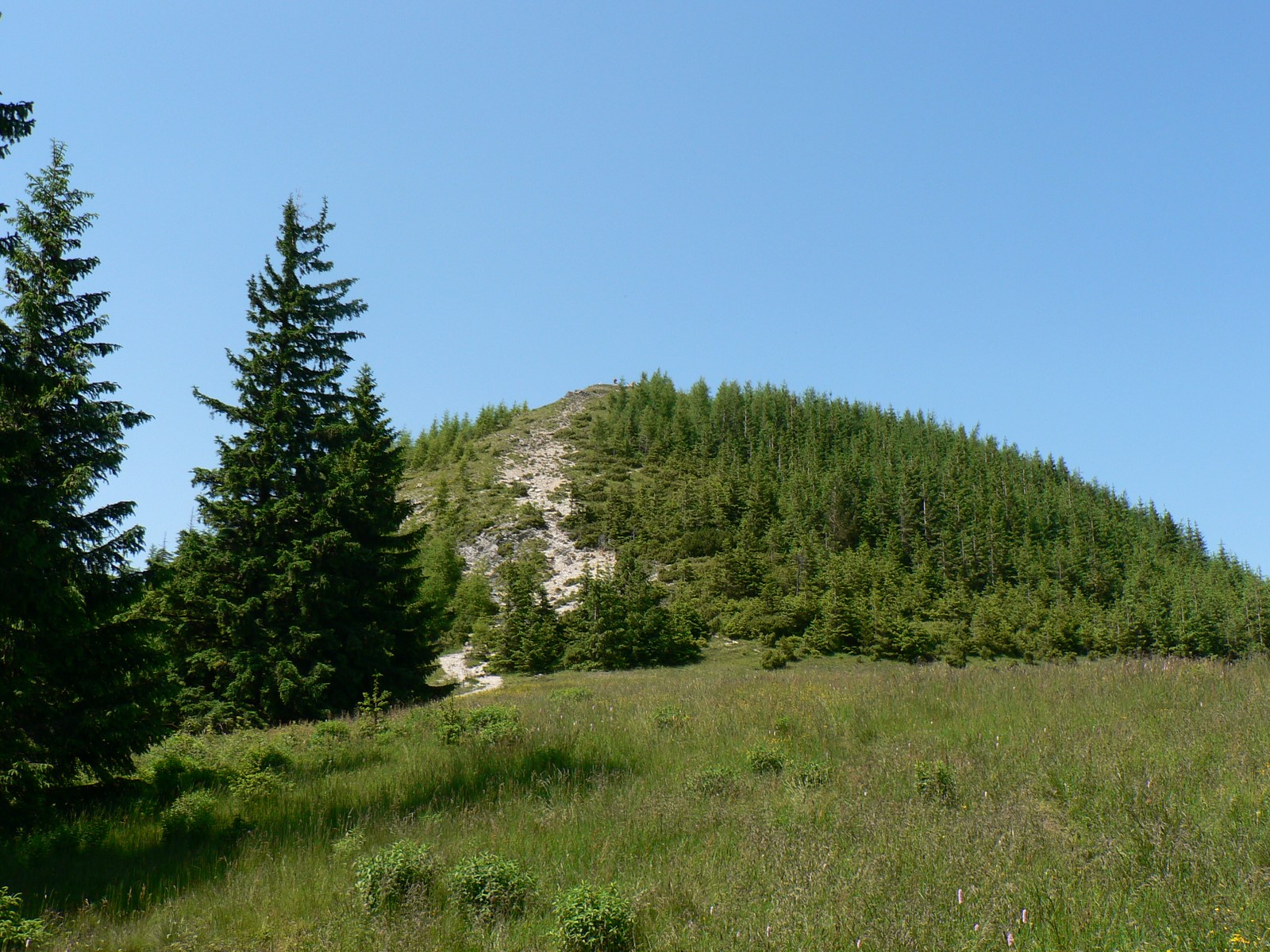
Fragment polany pod Kopieńcem Wielkim

Hala Kopieniec – dawna hala pasterska w Tatrach. Czasami błędnie nazywana była Halą Kopienica. Położona jest na wysokości 1250–1328 m n.p.m. Obejmowała tereny Dolinki Chłabowskiej, Wielki Kopieniec, Mały Kopieniec i Kotlinowy Wierch. W jej skład wchodziły polany: Szałasiska na północno-zachodniej stronie Wielkiego Kopieńca, Polana między Kopieńcami (na Przełęczy między Kopieńcami), Polana pod Kopieńcem i polana Sucha Dolina. Łączna powierzchnia Hali Kopieniec i Olczyskiej w 1960 r. wynosiła 71,22 ha, w tym pastwiska stanowiły 10,0 ha, halizny 10,4 ha, lasy 36,6 ha, a nieużytki 14,2 ha. Polany były koszone, właściwe tereny wypasowe stanowiły ich obrzeża, zbocza gór, halizny i lasy serwitutowe. Halom tym przypisany był bowiem olbrzymi serwitut w otaczających je lasach, który wynosił aż 514,38 ha.
Łączny wypas w 1960 w przeliczeniu na owce wynosił na obydwu tych halach 542 sztuki. Znacznie przekraczało to możliwości tych hal. Strome stoki Kopieńca Wielkiego stały się sztandarowym przykładem zniszczeń spowodowanych przez nadmierny wypas. Cały jego wapienny masyw zamienił się w wielkie szutrowisko pocięte setkami perci udeptanych przez raciczki owiec. Tymczasem jest to teren o dużych wartościach przyrodniczych. W latach 1960–64 obszar obydwu tych hal został przez państwo od górali wykupiony bądź wywłaszczony i wszedł w skład Tatrzańskiego Parku Narodowego. Zniesiono całkowicie wypas. W 1981 przywrócono go ponownie, ale tylko na Polanie pod Kopieńcem. Wypas ten, tzw. wypas kulturowy, zastrzeżony jest licznymi ograniczeniami. Zbocza Kopieńca Wielkiego stopniowo regenerują się.
Według Wielkiej encyklopedii tatrzańskiej Hala Kopieniec stanowiła część Hali Skupniowej.

## Szlaki turystyczne
– zielony z Toporowej Cyrhli przez Kopieniec Wielki i Dolinę Olczyską do Jaszczurówki. Na Polanie Kopieniec szlak rozgałęzia się; jedna jego nitka prowadzi przez szczyt Kopieńca, druga omija go prowadząc przez płaską Polanę Kopieniec. Przed wejściem do Doliny Olczyskiej obydwie nitki szlaku łączą się znowu.
- Czas przejścia z Toporowej Cyrhli na wierzchołek Kopieńca: 1:10 h, ↓ 1 h
- Czas przejścia z Kopieńca do Jaszczurówki: 1:20 h, ↑ 1:40 h